# Vanceburg
Vanceburg é uma cidade localizada no estado americano de Kentucky, no Condado de Lewis.

## Demografia
Segundo o censo americano de 2000, a sua população era de 1731 habitantes.
Em 2006, foi estimada uma população de 1728, um decréscimo de 3 (-0.2%).

## Geografia
De acordo com o United States Census Bureau tem uma área de
3,0 km², dos quais 3,0 km² cobertos por terra e 0,0 km² cobertos por água. Vanceburg localiza-se a aproximadamente 164 m acima do nível do mar.

## Localidades na vizinhança
O diagrama seguinte representa as localidades num raio de 32 km ao redor de Vanceburg.